# Азовський ейялет
Азовський ейялет — провінція Османської імперії у північно-східному Приазов'ї (на території сучасної Ростовської області Росії) у другій половині 16 століття до 1700 року та 1711–1739 роках. Адміністративний центр — місто Азов.
Ця територія була приєднана до Османської імперії в 1475 році. Азовський ейялет був утворений шляхом поділу Румелійського ейялету, що охоплював також територію східної частини Балканського півстрова (нині територія Болгарії).
Територія ейялету простяглася:
- на північний схід до міста Черкаська на річці Доні (з Всевеликим Військом Донським);
- на північний захід до нижньої течії річки Міусу (з Джамбуйлуцькою ордою);
- на південь до річки Західного Манича (з Кубанською ногайською ордою).

В 1705 та 1739–1741 роках його кордони уточнювалися російсько-турецькими комісіями.
Азовський ейялет належав до тих провінцій Османанської імперії, на які було поширено військово-ленну тимарну систему (тимар — помістя з доходом 3—10 тисяч акче, що надавалося турецьким воїнам-спахіям для несення ними військової служби). Мав потужні укріплення (Азов, Черкес-Кермен, Лютик, башти Каланчі тощо), контролював північну гілку Великого шовкового шляху, був значним центром работоргівлі.
1559 року Азов брав у облогу князь Дмитро Вишневецький; в 1637–1642 роках його захопили, а потім зруйнували донські та запорозькі козаки (див. «Азовське сидіння» 1637–1642); 1695 року місто атакували, а 1696 року ним оволоділи війська Російської державиви та українські козацькі полки (див. Азовсько-Дніпровські походи 1695–1696).
За Константинопольським мирним договором 1700 року Османська імперія передала територію Азовського ейялету Російській державі, остання почала інтенсивно заселяти її. Слобідським українським козацтвом (див. Слобідська Україна) було заселено землі між річкою Міусом та містом Азовом. За Прутським трактатом 1711 Російська держава повернула територію Азовського ейялету Османській імперії, однак 1736 року знову її окупувала. За Белградським мирним договором 1739 року Османанська імперія передала територію Азовського ейялету Російській імперії, але ці землі мали залишатися незаселеними. Остаточно Азовський ейялет приєднано до Російської імперії за Кючук-Кайнарджійським мирним договором 1774 року.